# Ciclo metonico
Il ciclo metonico o ciclo di Metone (dal nome dell'astronomo greco Metone) è un ciclo di 19 anni, basato sull'osservazione che 19 anni solari corrispondono (quasi) esattamente a 235 mesi lunari e a 6940 giorni.
Sul ciclo metonico si basano i calendari lunisolari aritmetici, cioè quei calendari che mantengono il sincronismo sia col corso del sole sia con quello della luna per mezzo di approssimazioni aritmetiche dei moti reali medi dei due astri. Sono "aritmetici", per esempio, il calendario ebraico e quello ecclesiastico, utilizzato dalla chiesa cattolica per il calcolo della Pasqua.

## Origine storica
Secondo gli astronomi greco-romani il ciclo metonico sarebbe stato scoperto dall'ateniese Metone nel 432 a.C. e perfezionato da Callippo di Cizico nel 330 a.C.
Il ciclo metonico, tuttavia, era conosciuto in Mesopotamia almeno dal VI secolo a.C.: su di esso si basava il calendario babilonese, dal quale fu derivato il calendario ebraico tuttora in uso in Israele. Anche l'antico calendario arabo si basava sul ciclo metonico, ma Maometto lo modificò ordinando che tutti gli anni fossero di 12 mesi lunari. Per questo motivo il calendario islamico non segue l'anno solare, ma, dato che il suo anno è di 10-11 giorni più corto di quello solare, ogni anno il Capodanno islamico arretra temporalmente di altrettanti giorni rispetto al Capodanno solare.

## Utilizzo del ciclo metonico nei calendari lunisolari
Il ciclo metonico di 235 mesi lunari è ripartito in 12 anni di 12 mesi lunari e 7 anni di 13 mesi (12×12 + 7×13 = 235). Occorre, perciò aggiungere ogni due o tre anni un mese, detto mese embolismico. Gli anni di 13 mesi, che sono detti embolismici, sono il 3º, il 6º, l'8º, l'11º, il 14º, il 17º ed il 19º anno del ciclo. Il ciclo metonico è un perfezionamento della octaeteride, un ciclo di otto anni in cui sono embolismici il 3º, il 6º, l'8º anno, utilizzato nel calendario attico.
Il mese lunare medio è di circa 29,53059 giorni (29 giorni, 12 ore, 44 minuti e 3 secondi), 235 mesi lunari corrispondono perciò a 6939,689 giorni. Dato che in un calendario l'anno deve avere un numero intero di giorni, la durata di 19 anni lunari calendariali deve essere arrotondata per eccesso a 6940 giorni (come propose Metone) o per difetto a 6939, con un errore leggermente maggiore. Il ciclo di 6940 giorni è composto da 110 mesi lunari 'vuoti' con 29 giorni e 125 mesi lunari 'pieni' con 30 giorni. Essi, in linea di principio, si alternano anche se, dato che il numero di mesi pieni eccede quello dei mesi vuoti, devono capitare ogni tanto due mesi pieni consecutivi.
La regola di alternanza fra mesi pieni e mesi vuoti è stabilita in modo specifico in ogni calendario lunisolare.
Se, invece, l'inizio del mese non viene basato su un ciclo di alternanza predefinito, ma coincide sempre col giorno di osservazione della prima falce di Luna (come facevano babilonesi ed antichi ebrei) le alternanze risentono delle irregolarità del moto lunare. Esaminando gli archivi babilonesi gli storici hanno trovato dei rari casi di quattro mesi pieni successivi e/o tre mesi vuoti successivi.
Altri calendari lunisolari, ad esempio quello cinese, si basano invece sul calcolo dell'orbita reale della Terra e della Luna, con risultati talvolta leggermente diversi da quelli ottenuti per approssimazione aritmetica.

## Durate astronomiche e durate calendariali dei cicli
L'anno solare (o anno tropico) medio è di circa 365,2422 giorni (365 giorni, 5 ore, 48 minuti e 46 secondi); 19 anni solari, quindi, sono 6939,602 giorni cioè circa 2 ore e 5 minuti in meno di 235 lunazioni, in media una differenza di 6 minuti e 35 secondi per anno. Occorrono circa 218 anni (circa 11,5 cicli metonici) perché la differenza di durate si accumuli fino a produrre un giorno di sfasamento fra il ciclo metonico lunare e quello solare.
In pratica, però, ai fini calendariali la durata del ciclo metonico doveva essere arrotondata a un numero intero di giorni (6940) e la durata media dell'anno risultava 6940/19 = 365,2631 = 365 giorni, 6 ore, 18 minuti e 56 secondi, una durata che eccede di circa mezzora l'anno tropico. Se invece la durata del ciclo fosse stata arrotondata per difetto a 6939 giorni, l'anno sarebbe durato in media 365,2105 giorni e l'errore sarebbe stato ancora maggiore.
Per allineare il calendario lunare con quello solare e avere sempre mesi e anni composti da un numero intero di giorni occorre alternare opportunamente cicli metonici di 6940 e 6939 giorni e anni solari di 365 e 366 giorni. Questo risultato fu ottenuto con notevole precisione grazie all'introduzione del calendario giuliano, in quanto la durata media del ciclo di 19 anni giuliani diventò molto vicina a quella delle 235 lunazioni.
Il numero di giorni contenuti in 19 anni giuliani dipende dal numero di anni bisestili che cadono nel ciclo. Supponendo che il primo anno del ciclo sia bisestile, si verificheranno tre cicli metonici consecutivi contenenti ognuno 5 anni bisestili e perciò di durata pari a 6940 giorni e un quarto ciclo con quattro bisestili e durata di 6939 giorni. Il primo anno del ciclo successivo (il quinto) risulta ancora bisestile e perciò la sequenza si ripete indefinitamente. La successione di 4 cicli metonici si dice ciclo callippico.
La durata di un ciclo callippico è di 76 anni per un totale di 3x6940+6939=27759 giorni. Durante un ciclo callippico la durata media del ciclo metonico è 27759/4 = 6939,750 giorni, mentre la durata media dell'anno giuliano è di 365,25 giorni.
Dato che il ciclo callippico è composto da 4x235=940 lunazioni e 27759/940=29,53085 giorni, la durata di una lunazione calendariale eccede di solo 22,5 secondi circa la durata del mese sinodico. Dato che una giornata contiene 86400 secondi, occorrono 3835 lunazioni, cioè circa 310 anni, perché si accumuli un errore di un giorno.

## Sincronizzazione fra calendario aritmetico e calendario osservativo
Per l'utilizzo pratico del ciclo metonico occorre stabilire univocamente cosa si intende per Luna nuova: l'apparire della prima falce di Luna o il momento del suo massimo "occultamento" (l'istante della congiunzione col Sole)? Il giorno calendariale, poi, a cui il novilunio viene assegnato, dipende dalla convenzione utilizzata per definire l'inizio di ciascuna giornata (all'alba o al tramonto come facevano diversi popoli antichi oppure a mezzanotte come in uso oggi?). Scelte diverse spostano le fasi lunari calcolate aritmeticamente di uno o due giorni. Se a queste differenze si aggiungono quelle dovute alle irregolarità del moto lunare possono prodursi discrepanze significative fra fasi lunari calcolate e fasi osservate.

## Ciclo metonico e calendario giuliano
La scoperta del ciclo metonico, che consente di allineare temporalmente calendari lunari e calendari solari, fu probabilmente di stimolo all'introduzione degli anni bisestili, che portano appunto 76 anni di un calendario solare a coincidere quasi esattamente con 76 anni lunari. Essa fu tentata una prima volta in Egitto nel 238 a.C. (Decreto di Canopo), ma tale calendario egizio non entrò nell'uso.
Dopo esser stato in Egitto Giulio Cesare riformò il calendario romano, introducendovi i giorni bisestili a partire dal 45 a.C., ma il suo utilizzo regolare ebbe inizio solo ai tempi di Ottaviano.
I cicli metonici, perciò, si calcolano perlopiù a partire dall'anno 1 a.C., che è bisestile.
Con tale convenzione nel 2014 è iniziato il 107° ciclo metonico (2014/19 + 1 = 107) e nel 2051 si concluderà il 27° ciclo callippico (2052/76 + 1 = 28).
Benché in occidente fosse utilizzato un calendario solare, l'uso simultaneo di un calendario lunare restò necessario per il calcolo della data della Pasqua. Dal terzo secolo furono utilizzati cicli diversi da quello metonico, la cui maggiore accuratezza non era stata ancora riconosciuta da tutti gli astronomi; fra questi il più noto era il ciclo di 84 anni utilizzato a Roma e detto "latercus" (cfr. calendario lunisolare).

## Applicazione del ciclo metonico nel calendario giuliano
Un’applicazione storicamente molto importante del ciclo metonico fu quella nel calendario lunare ecclesiastico. Verso il 260 d.C. il computista alessandrino Anatolio di Laodicea utilizzò per primo il ciclo metonico per definire il ciclo dei pleniluni pasquali. Tuttavia, dato che la data della Pasqua è influenzata anche dal giorno della settimana in cui cade il primo novilunio di primavera (cioè dal ciclo solare di 28 giorni), verso il 400 Anniano di Alessandria creò un ciclo di pleniluni pasquali lungo 532 anni, cioè pari a 28 cicli metonici. La tabella di Pasqua di Anniano venne gradualmente accolta da tutta la cristianità, sia pure correggendo l'epoca del calendario come proposto da Dionigi il Piccolo. Solo nell’anno 1582 il ciclo delle pasque fu modificato perché il calendario giuliano fu sostituito dal calendario gregoriano. Un'altra versione del ciclo lunare metonico di 19 anni era alla base della tabella pasquale usata nell’impero bizantino.

## Ciclo metonico e calendario gregoriano
Nel calendario gregoriano la durata media di un anno calendariale eccede la durata di un anno tropico solo di ventisei secondi e 19 anni calendariali durano in media 365,2425x19=6939,607 giorni. Nel calendario gregoriano, quindi, la durata media di 19 anni si discosta per difetto dalla durata di 235 lunazioni leggermente di più di quanto avvenga per eccesso nel calendario giuliano. Con la riforma gregoriana è stato rivisto anche il calendario lunisolare ecclesiastico affinché anch'esso sia periodicamente riallineato con la data effettiva delle lunazioni. A questo scopo all'inizio di ogni secolo l'epatta viene eventualmente modificata secondo le regole proposte da Luigi Lilio per la riforma gregoriana. Se la correzione è diversa da zero, i cicli metonici del nuovo secolo sono disallineati da quelli del secolo precedente.